# Lucapinella milleri
Lucapinella milleri is een slakkensoort uit de familie van de Fissurellidae. De wetenschappelijke naam van de soort is voor het eerst geldig gepubliceerd in 1959 door Berry.